# Gusel
Gusel je priimek v Sloveniji, ki ga je po podatkih Statističnega urada Republike Slovenije na dan 1. januarja 2010 uporabljalo 9 oseb.

## Znani nosilci priimka
- Eva Gusel, arhitektka
- Leo(n) Gusel (Leopold Gusel) (*1934), ekonomist, univ. prof.